# Горіховий хліб
«Горіховий хліб» (рос. «Ореховый хлеб») — литовський радянський художній фільм 1977 року режисера Арунаса Жебрюнаса.

## Сюжет
Андрюс і Люка жили в невеликому містечку по сусідству і з дитинства кохали один одного. Але одного разу між їх батьками сталася сварка — і її сім'я переїхала в інше місто…

## У ролях
- Альгірдас Латенас
- Ельвіра Пішкінайте
- Леонід Оболенський
- Антанас Шурна
- Регіна Арбачяускайте

## Творча група
- Сценарій: Саулюс Шальтяніс
- Режисер: Арунас Жебрюнас
- Оператор: Альгімантас Моцкус
- Композитор: В'ячеслав Ганелін